# 17784 Banerjee
17784 Banerjee este un asteroid din centura principală de asteroizi.

## Descriere
17784 Banerjee este un asteroid din centura principală de asteroizi. A fost descoperit pe 20 martie 1998 la Socorro, New Mexico, în cadrul proiectului LINEAR. Asteroidul prezintă o orbită caracterizată de o semiaxă mare de 2,42 ua, o excentricitate de 0,09 și o înclinație de 7,2° în raport cu ecliptica.